# Teodoro Paleologo di Montferrato
Teodoro Paleologo di Montferrato (Casale Montferrato, 14 de agosto de 1425 - Asti, 21 de janeiro de 1484) foi um cardeal do século XV.

## Primeiros anos
Nasceu em Casale Montferrato em 14 de agosto de 1425, provavelmente no castelo de Pontestura. A família era originária de Constantinopla. Quarto dos quatro irmãos e duas irmãs de Giangiacomo Paleologo, marquês de Montferrato, conde de Acqui, e da princesa Giovanna de Sabóia. Chamado de Cardeal de Montferrato.

## Educação
Foi auditor, com seu irmão Bonifácio, de Antonio Astesano, professor em Pavia em 1434-1436.

## Ordens sagradas
20 de abril de 1438, em S. Evasio di Casale, recebeu as quatro ordens menores de Guglielmo, bispo de Belém. Em 10 de junho de 1441, o bispo de Acqui, Bonifacio, ordenou-o subdiácono em S. Francesco di Moncalvo. Decano da colegiada de S. Maria di Saluzzo. Protonotário Apostólico Abade comendador de S. Maria di Lucedo, 27 de fevereiro de 1457. Promovido ao cardinalato por instância de seu cunhado, o rei de Chipre.

## Cardinalato
Criado cardeal diácono no consistório de 18 de setembro de 1467; publicado no dia seguinte na igreja de S. Marco, Roma. Chegou a Roma em 21 de abril de 1468 e foi recebido no consistório público, onde recebeu o barrete vermelho; recebeu a diaconia de S. Teodoro em 27 de abril de 1468. Saiu de Roma em 1º de maio de 1470; regressou à cidade em junho de 1471 para participar no conclave de 1471.

## Episcopado
Eleito bispo de Casale, 1475; ocupou a sé até 1481. Em 29 de outubro de 1479, renunciou à comenda do mosteiro cisterciense de Tiglieto, diocese de Acqui, em favor de seu sobrinho Scipione di Monferrato, protonotário apostólico. Deixou Roma e foi para o Piemonte e a Lombardia em 1º de novembro de 1481; retornou à cidade em 15 de fevereiro de 1482; partiu novamente em maio de 1482; e novamente em março de 1483; foi para o Piemonte em dezembro de 1483. De uma virtude eminente.
Morreu em Asti em 21 de janeiro de 1484, como resultado de um leve ferimento acidental que infeccionou. Sepultado na igreja abacial de S. Michele di Lucedo, no túmulo dos seus antepassados